# Manifiesto de los 2.300
El Manifiesto por la igualdad de derechos lingüísticos en Cataluña, más conocido como Manifiesto de los 2.300, fue un llamamiento público realizado el 25 de enero de 1981 en Diario 16 (entonces dirigido por Pedro J. Ramírez) de Barcelona y firmado por intelectuales y profesionales que por entonces vivían y trabajaban en Cataluña. 
En el manifiesto expresaban su preocupación por la situación cultural y lingüística de Cataluña y criticaban lo que consideraban un «manifiesto propósito de convertir el catalán en la única lengua oficial de Cataluña» a costa del marginar el castellano de los espacios oficiales y públicos. Los firmantes del manifiesto se oponían a la llamada "inmersión lingüística", implantación del catalán como la lengua vehicular de la enseñanza en las escuelas y exigían que fueran los padres los que decidiesen si su hijo era escolarizado en catalán o en castellano. En cualquiera de los dos casos, los firmantes apuntaban que los colegios deberían impartir también la otra lengua como asignatura y los estudiantes deberían acabar su vida escolar con conocimiento escrito y hablado de ambas.

## Firmantes
En un principio fue promovido por la Federación Catalana del PSOE que tres años antes había sido asimilada por el PSC, aunque se sumaron profesionales de diferentes tendencias. Entre los 2300 firmantes se encuentran el sociólogo Amando de Miguel, Carlos Sahagún, Federico Jiménez Losantos, José Luis Reinoso, Pedro Penalva, Esteban Pinilla de las Heras, José María Vizcay, Jesús Vicente, Santiago Trancón y Alberto Cardín.

## Respuesta
A los pocos días se publicó como respuesta el manifiesto Crida a la Solidaritat en Defensa de la Llengua, la Cultura i la Nació Catalanes, que denunció que lo que pretendía el manifiesto de los 2300 era mantener la hegemonía del castellano en la vida pública. De este manifiesto surgiría la plataforma Crida a la Solidaritat que organizó la manifestación del 14 de marzo de 1982 en contra de la Ley Orgánica de Armonización del Proceso Autonómico (LOAPA) bajo el lema Som una nació ('Somos una nación'). El expresidente de la Generalitat Josep Tarradellas advirtió unos días después en La Vanguardia de la deriva del gobierno de Jordi Pujol.
Cuatro meses más tarde, el 21 de mayo de 1981, fue secuestrado el periodista español Federico Jiménez Losantos por la organización terrorista independentista catalana Terra Lliure, que no anunció públicamente su existencia hasta el 24 de junio. Tras recibir un disparo en una rodilla y ser abandonado atado a un árbol, fue liberado por la policía el mismo día.
Después del suceso, Jiménez Losantos y otros firmantes del manifiesto, como Amando de Miguel, Carlos Sahagún y Santiago Trancón, abandonaron Cataluña.